# Maguryczne
Maguryczne (884 m n.p.m.) to szczyt i jeden z grzbietów bocznych zachodniobieszczadzkiego łańcucha górskiego Wysoki Dział, łączący się z głównym na przełęczy Żebrak. Leży na terenie gminy Komańcza, w obszarze chronionym Ciśniańsko-Wetlińskiego Parku Krajobrazowego, niemal w całości pokryty jest lasami jodłowo-bukowymi.
Wokół wierzchołka Magurycznego znajdują się liczne ślady okopów, a w okolicy małe cmentarzyki wojskowe, będące pozostałością walk z czasów I wojny światowej pomiędzy armią rosyjską a broniącymi linii Karpat wojskami austro-węgierskimi.
W latach 1945–47 na stokach Magurycznego znajdowała się baza kompanii UPA „Chrina”, a w okolicy centralny szpital bieszczadzkiego batalionu „Rena”.
Na jednym z zachodnich ramion Magurycznego opadających nad Smolnik znajduje się schronisko turystyczne i lądowisko dla samolotów i szybowców.
Nazwa pochodzi z języka wołoskiego (por. rum. măgura – „wolno stojący masyw górski”, prasłow. maguła – „mogiła”).